# Barcelona (prowincja)
Barcelona – prowincja Hiszpanii współtworząca wspólnotę autonomiczną Katalonii. Powstała w roku 1833. Graniczy z prowincjami: Girona, Lleida, Tarragona oraz z Morzem Śródziemnym. W 2020 roku prowincję zamieszkiwało 5 743 402 osób (74,4% populacji Katalonii). Stolicą jest miasto Barcelona, w którym mieszkało 1 620 809 osób (ok. 30% populacji prowincji). Prowincja obejmuje aglomerację Barcelony i niewielką ilość terenów przyległych, ma powierzchnię 7726 km².

## Comarki
- Alt Penedès
- Anoia
- Bages
- Baix Llobregat
- Barcelonès
- Garraf
- Maresme
- Osona
- Vallès Oriental
- Vallès Occidental